# Ascra

Mapa de la antigua Beocia. Ascra se encontraba al sur del lago Copaide, entre Tespias y Medeón.

Ascra fue una ciudad griega de la región de Beocia que con toda certeza fue independiente en época de Hesíodo (siglo VII a. C.). La ciudad de Ascra fue anexada por Tespias, posiblemente a finales del siglo VII.
Fue patria del poeta Hesíodo, que dijo de ella: 

Ascra, mala en invierno, terrible en verano y nunca buena.

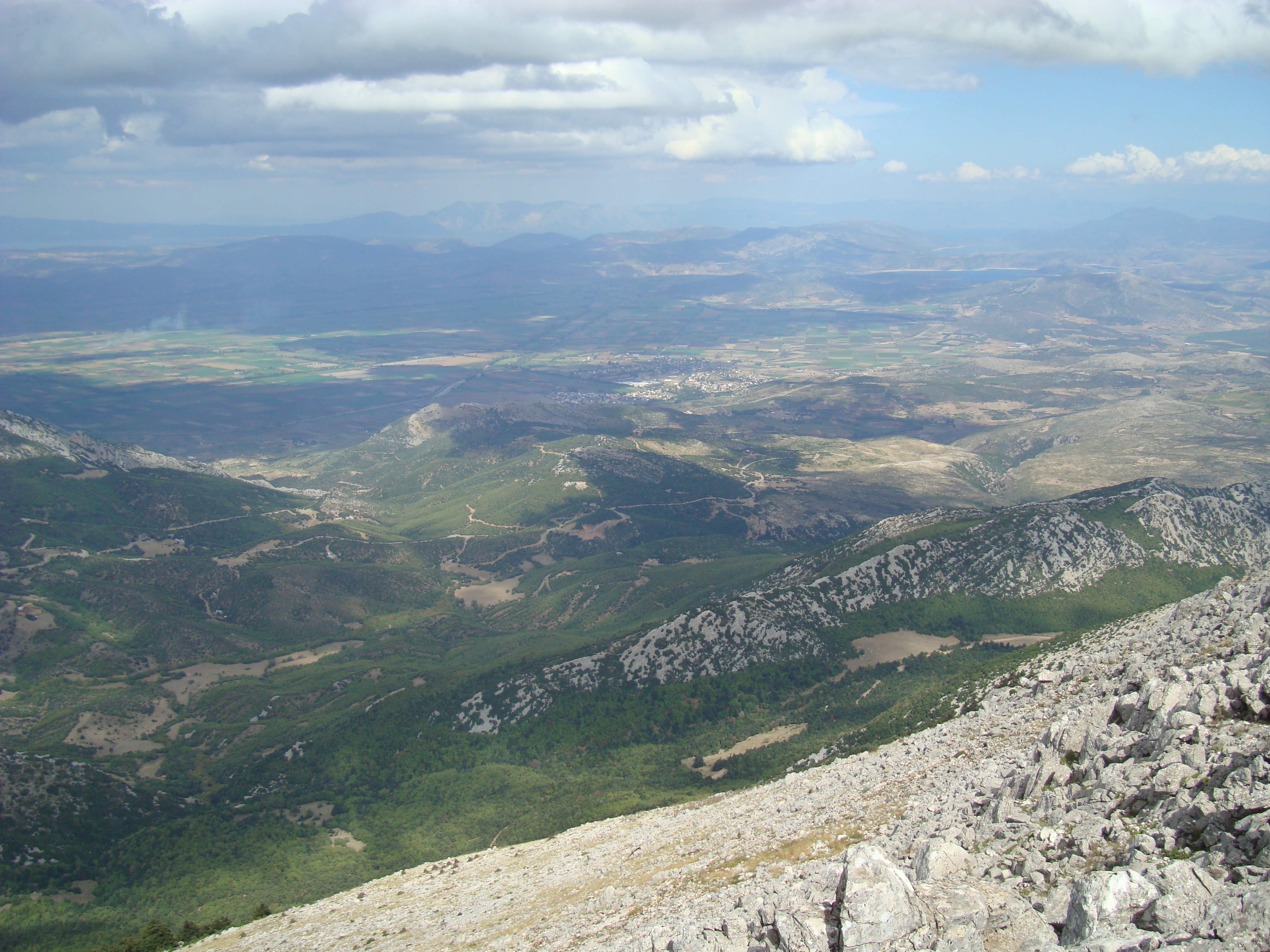
Valle de las Musas, junto al Monte Helicón.

Ascra estaba junto al Monte Helicón, en el Valle de la Musas, que Estrabón describe como un lugar alto y escabroso a unos 40 estadios (7,2 km) de Tespias.
El lugar es hoy conocido con el nombre de Pyrguáki o Pyrgaki-Episkopi .
En la Ilíada no se hace mención de Ascra, por lo que ya en la Antigüedad Zenódoto de Éfeso proponía leer «Ascra la de muchos racimos» en lugar de «Arne la de muchos racimos». Estrabón desecha tal lectura.